# Патрик Гордон
Патрик Гордон (31. март 1635 – 29. новембар 1699) је био руски генерал и адмирал.

## Биографија
После службе у шведској и пољској војсци, у периоду од 1655. до 1661. Гордон је служио у руској војсци у чину мајора. Учествовао је и у Руско-турском рату 1677-81 у коме се истакао одбраном Чигирина (1678). Стекао је наклоност младог Петра I и постао његов саветник за организацију и обуку војске. Командовао је претходницом у Азовским походима. Године 1698. учествовао је у гушењу побуне једног дела руске војске (Устанак стрелаца). Његов дневник представља вредан извор за руску историју тога периода.